# Sam Klepper
Simon (Sam) Klepper (Amsterdam, 29 april 1960 – aldaar, 10 oktober 2000) was een Nederlands crimineel en slachtoffer van een liquidatie.
Klepper hield zich bezig met de handel in drugs en het exploiteren van speelautomaten. Hij zou een van de leiders zijn geweest van de divisie speelautomaten in de organisatie van drugsbaron Klaas Bruinsma.
Hij werkte veel samen met John Mieremet, die hij kende uit de Amsterdamse Kinkerbuurt. Ze maakten begin jaren tachtig deel uit van de Kinkerbuurtbende De Denkers, waartoe ook Kees Houtman en George van Kleef behoorden. De Kinkerbuurtbende onderhield contacten met drugsbaron Charles Zwolsman. De Denkers verdienden miljoenen guldens met bankovervallen die nooit werden opgelost. In de jaren negentig stonden Klepper en Mieremet bekend als het duo Spic & Span (een merk schoonmaakmiddel) omdat zij tegenstanders op efficiënte wijze uitschakelden. Volgens justitie waren het bikkelharde killers en absolute topfiguren in het criminele milieu. Ze woonden enige tijd naast elkaar in het Belgische Neerpelt. Op 29 augustus 1991 werd Klepper samen met Mieremet gearresteerd vanwege verboden wapenbezit. Hij werd tot anderhalf jaar cel veroordeeld.
Na hun vrijlating zouden ze veel geld hebben verdiend met de handel in drugs en wapens en met afpersing. Onder andere Willem Holleeder zou door Klepper en Mieremet zijn afgeperst.

## Vermoord
Klepper werd op 40-jarige leeftijd vermoord bij het winkelcentrum Groot-Gelderlandplein in Amsterdam-Buitenveldert.
Een lijfwacht die in de buurt woonde en zich verveelde wilde deze dag een televisietoestel kopen. Klepper had echter nog wel een reservetoestel in zijn penthouse staan, dat maar moest worden opgehaald. Op het moment dat Klepper het gebouw verliet werd hij beschoten. De lijfwacht droeg het televisietoestel en kon daardoor niet tijdig een wapen trekken. Bij de schietpartij raakte ook een omstander gewond.
Kleppers begrafenis op 17 oktober baarde veel opzien. Klepper, bij leven een prospect (aspirant-lid) van de Amsterdamse Hells Angels, werd postuum tot Hells Angel bevorderd en werd door honderden motorrijders op Harley-Davidsons begeleid naar zijn laatste rustplaats op begraafplaats Sint Barbara. Bij het Hoofdbureau van Politie werd vuurwerk afgestoken en de koster van de Westerkerk luidde de klokken.
Begin 2000 hadden Klepper en Mieremet op begraafplaats Sint Barbara samen een plek uitgezocht waar ze naast elkaar konden worden begraven. Op 2 november 2005 werd Mieremet in Thailand vermoord; hij werd op 15 november te Neerpelt begraven. Eveneens op 2 november werd Kees Houtman vermoord en op 10 november 2005 werd Kleppers neef George van Kleef vermoord.

## Passageproces
Tijdens het passageproces, dat niet specifiek verband hield met de moord op Sam Klepper, legde zijn weduwe getuigenis af tegen Willem Holleeder.